# Séminaire français de Rome
Le Séminaire français de Rome, ou Séminaire pontifical français de Rome (Pontificium seminarium gallicum in Urbe), est une maison de formation de prêtres diocésains français à Rome, dont le siège est situé en l’église Sainte-Claire de Rome . Il a été fondé en 1853 par l'abbé Louis-Marie Barazer de Lannurien, disciple de l'abbé François Libermann. Le séminaire a été dirigé par les Spiritains jusqu'en 2009. Il est aujourd'hui placé sous la responsabilité de la Conférence des évêques de France.

## Histoire
Après des débuts chaotiques, marqués par la mort prématurée du supérieur, le séminaire croît lentement. D'abord installé Via degli Ibernesi, il déménage en 1856, et s'installe dans un ancien couvent de clarisses, via Santa Chiara, au centre de Rome, entre le Panthéon et le Largo Argentina, construit sur les ruines des anciens thermes d'Agrippa. Des travaux commencent immédiatement, et vont se poursuivre jusqu'au XXe siècle, après l'achat des bâtiments attenants.
Par la bulle In Sublimi Principis (1859), le pape Pie IX accorde son approbation canonique au Séminaire français. En 1902, Léon XIII lui octroie  le titre de « Séminaire pontifical » par le bref Cum nihil potius. Arrive alors à la tête du séminaire l'abbé Le Floch qui en restera le supérieur jusqu'en 1927.
À partir de 1890, le séminaire entretient une schola grégorienne, créée en février par Dom André Mocquereau de l'abbaye Saint-Pierre de Solesmes. Conçue comme une œuvre provisoire, la schola, portée par son succès, devint définitive par décision du supérieur en mars 1890. Étant l'une des meilleures scholæ à Rome, elle participa en 1904, lors du centenaire du saint pape Grégoire Ier († 604), aux enregistrements effectués par la Société Gramophone. En 2016, reprenant cette vieille tradition, les séminaristes enregistrent un CD de musique sacrée intitulé Misericordia in Æternum aux éditions Jade.
En 1867, naît une association pieuse d'anciens du séminaire avec un Bulletin de liaison annuel. En 1899, l'abbé Emmanuel Coste fonde  un bimensuel, les Échos de Santa-Chiara qui existe toujours.
L'entre-deux-guerres sera la période faste du séminaire qui compte alors plus de 200 séminaristes. En mars 1925, Édouard Herriot accuse le séminaire d'être l'inspirateur de la Déclaration sur les lois dites de laïcité, document dans lequel la hiérarchie catholique enjoint aux fidèles de résister à la laïcisation de la société française. De plus, la condamnation de l'Action française par le Pape provoque une crise qui se dénoue par la démission du Supérieur de la maison en juillet 1927. Ces aléas n'arrêtent toutefois pas le séminaire d'accomplir sa mission de formation.
Lors de l'invasion allemande en 1943, le Séminaire abrite des réfugiés juifs. Pendant le concile Vatican II, c'est dans ces lieux que résidèrent les délégués français.
Le Séminaire français accueille une cinquantaine de séminaristes, y compris des orthodoxes. Les étudiants y sont envoyés par leurs évêques. Depuis 2009, seuls les séminaristes en deuxième partie de cursus y sont admis, ainsi que les diacres. Un partenariat ancien unit le séminaire à l'Université pontificale grégorienne dirigée par les Jésuites; cependant, les séminaristes peuvent aussi bien étudier dans les autres universités pontificales.
Dans la nef de la Chapelle sont notamment enterrés Jean-Félix-Onésime Luquet, des Missions étrangères de Paris (MEP), et le cardinal Gabriel-Marie Garrone, qui a été successivement archevêque de Toulouse, préfet de la Congrégation pour l'éducation catholique et président du Conseil pontifical pour la culture.

## Séminaristes

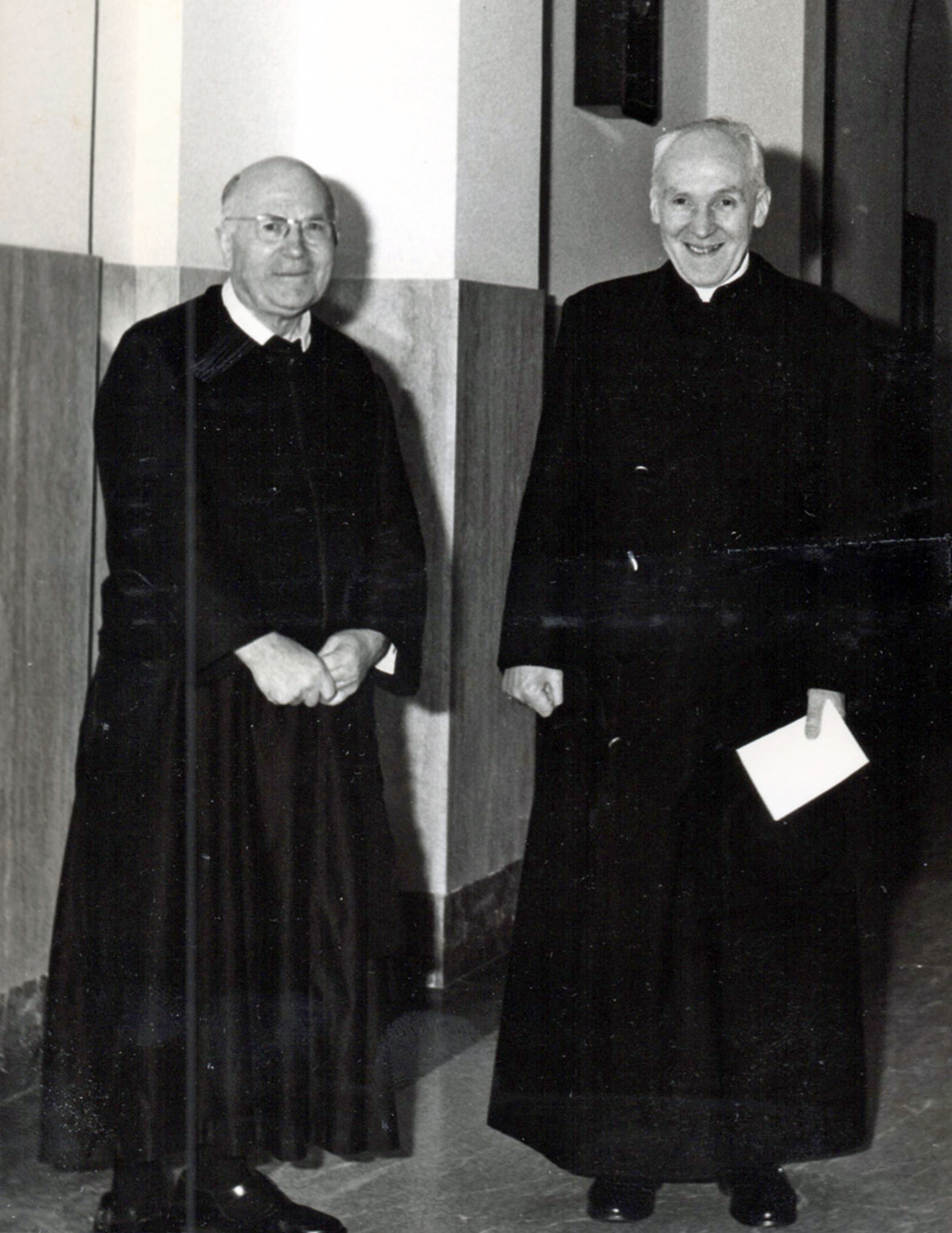
Deux anciens élèves du Séminaire français de Rome : le cardinal Gabriel-Marie Garrone (à droite) et le chanoine Joseph Robert, au Vatican en 1968.

Ont notamment été élèves du Séminaire pontifical français de Rome les personnalités suivantes :
- Matthieu Rougé
- Louis-Marie de Bazelaire
- Louis-Nazaire Bégin
- Didier Berthet
- Nicolas Brouwet
- Jean de Cambourg
- Étienne Drioton
- Matthieu Dupont
- Miroslav Bulešić
- Gabriel-Marie Garrone
- Charles de Gorostarzu
- Charles Lagier
- Dominique Lebrun
- Marcel Lefebvre
- Nicolas Lhernould
- Éric de Moulins-Beaufort
- Jean-Yves Nahmias
- Jean Rambaud (Philippe de la Trinité o.c.d.)
- Joseph Robert
- Marc Stenger
- Emmanuel Suhard